# Latinamerikansk musik

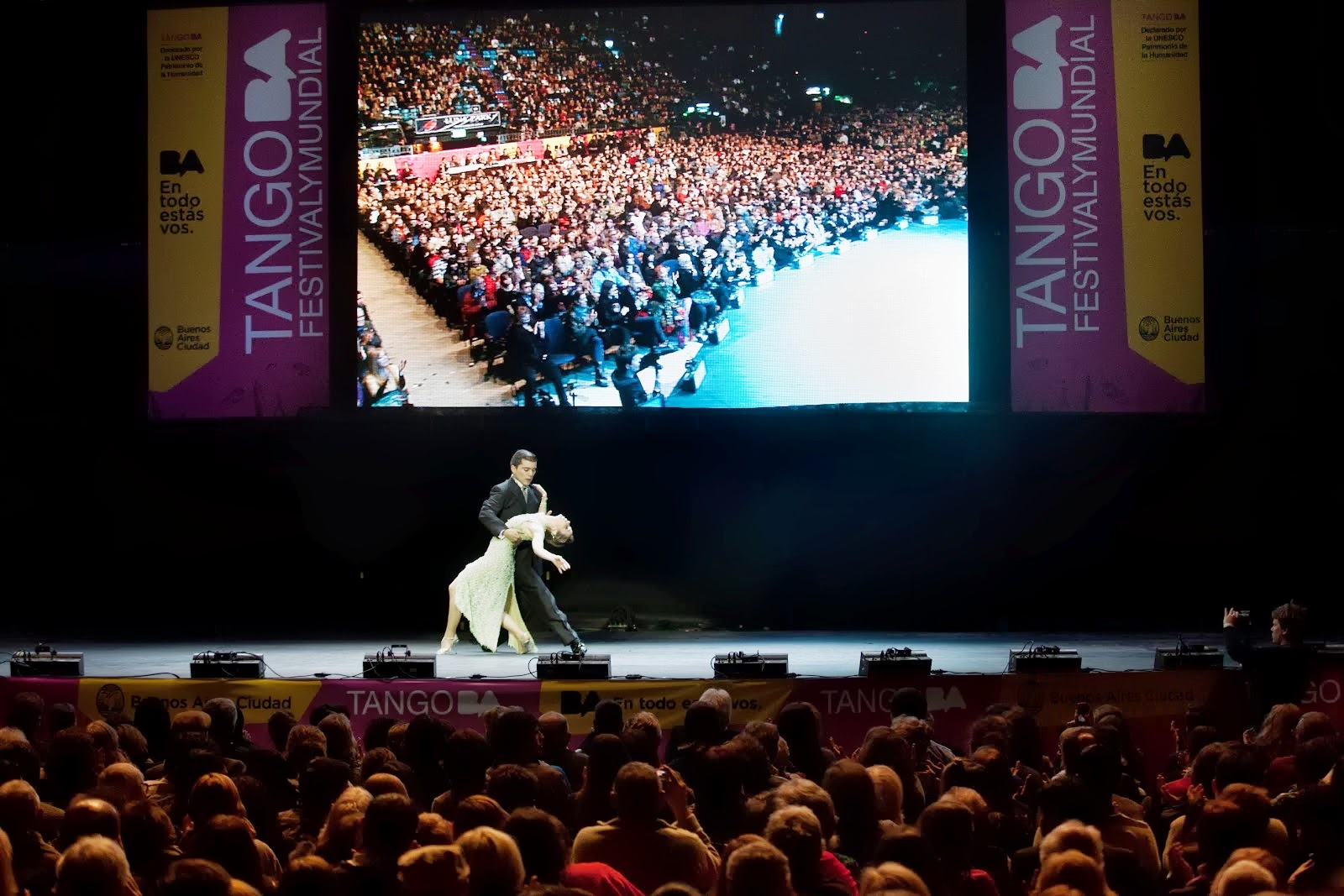
Tango.

Latinamerikansk musik, eller latinomusik, innefattar främst musik från länder i Latinamerika. 
Benämningen är inte enbart geografisk, och spänner därför över de flesta genrer över olika områden, allt från pop och rock, exempelvis Shakira, till lokal folkmusik och klassisk musik, exempelvis Heitor Villa-Lobos. 
Den latinamerikanska musiken har även givit upphov till många välkända danser, bl.a. salsa, samba och rumba. Trots att Spanien och Portugal inte ligger i Latinamerika finns många influenser i deras musik som härrör från den latinamerikanska.
Orkestralt är den latinamerikanska musiken mångsidig, men tyngdpunkten ligger på akustisk gitarr, dragspel och en del lokala stränginstrument.
Rötterna till den latinamerikanska musiken finns dock i Afrika, inte minst inom det religiösa området. Musiken har spridit sig inom de mellan- och sydamerikanska länderna, med variationer som satt sin prägel på varje land.